# Hrubieszów (gmina w guberni lubelskiej)
Hrubieszów (od 1918 Dziekanów) – dawna gmina wiejska istniejąca w XIX wieku w guberni lubelskiej. Siedzibą władz gminy był Hrubieszów, który nie wchodził w jej skład, tworząc odrębną gminę miejską.
Za Królestwa Polskiego gmina Hrubieszów należała do powiatu hrubieszowskiego w guberni lubelskiej. 
W 1918 roku z obszaru gminy Hrubieszów utworzono gminę Dziekanów.
Obecna gmina Hrubieszów jest nowym tworem (od 1973) o zupełnie innych granicach, obejmując w przybliżeniu obszary dawnych gmin Mieniany i Moniatycze, po wchłonięciu przez nie w 1936 roku gminy Dziekanów.